# Spurius Furius Fusus
Pour les articles homonymes, voir Furius Fusus.
Spurius Furius Fusus est un homme politique de la République romaine, consul en 481 av. J.-C. selon la tradition.

## Famille
Il est membre des Furii Fusi, patriciens romains formant une branche de la gens des Furii. Tite-Live ne donne qu'un seul cognomen mais Denys d'Halicarnasse et Diodore de Sicile ajoutent celui de Medullinus qu'on retrouve également sur les fastes capitolins et qui est fréquent parmi les premiers Furii.

## Biographie
Fusus atteint le consulat en 481 avec Kaeso Fabius Vibulanus pour collègue. Selon Tite-Live, durant son mandat, il mène une campagne contre les Véiens alors que Vibulanus combat les Èques.